# Moorilla Hobart International 2014
Hobart International 2014 byl tenisový turnaj pořádaný jako součást ženského okruhu WTA Tour, který se hrál na dvorcích s tvrdým povrchem v Hobartském mezinárodním tenisovém centru. Konal se mezi 5. až 11. lednem 2014 v australském Hobartu jako 21. ročník turnaje.
Turnaj s rozpočtem 250 000 dolarů patřil do kategorie WTA International Tournaments. Nejvýše nasazenou hráčkou ve dvouhře se stala šestnáctá tenistka světa Samantha Stosurová z Austrálie, která v semifinále nestačila na Kláru Zakopalovou. Česká tenistka si na turnaji zahrála obě finále, z nichž v titul proměnila deblovou soutěž.

## Ženská dvouhra

### Nasazení
| Stát      | Hráčka                     | WTA1) | Nasazení |
| --------- | -------------------------- | ----- | -------- |
| Austrálie | Samantha Stosurová         | 18.   | 1.       |
| Belgie    | Kirsten Flipkensová        | 20.   | 2.       |
| Rusko     | Jelena Vesninová           | 25.   | 3.       |
| Rusko     | Anastasija Pavljučenkovová | 26.   | 4.       |
| Itálie    | Flavia Pennettaová         | 31.   | 5.       |
| Německo   | Mona Barthelová            | 34.   | 6.       |
| Česko     | Klára Zakopalová           | 35.   | 7.       |
| Srbsko    | Bojana Jovanovská          | 36.   | 8.       |

- 1) Žebříček WTA k 30. prosinci 2013.

### Jiné formy účasti
Následující hráčky obdržely divokou kartu do hlavní soutěže:
- Casey Dellacquová
- Olivia Rogowská
- Storm Sandersová

Následující hráčky si zajistily postup do hlavní soutěže v kvalifikaci:
- Madison Brengleová
- Estrella Cabezaová Candelaová
- Garbiñe Muguruzaová
- Alison Van Uytvancková
  -  Sílvia Solerová Espinosová – šťastná poražená

### Odhlášení
před zahájením turnaje
- Ashleigh Bartyová
- Flavia Pennettaová
- Naděžda Petrovová
- Stefanie Vögeleová
- Venus Williamsová

### Skrečování
- Laura Robsonová
- Jelena Vesninová

## Ženská čtyřhra

### Nasazení
| Stát          | Hráčka             | Stát      | Hráčka              | WTA1) | Nasazení |
| ------------- | ------------------ | --------- | ------------------- | ----- | -------- |
| Nový Zéland   | Marina Erakovicová | Čína      | Čeng Ťie            | 45.   | 1.       |
| Spojené státy | Lisa Raymondová    | Čína      | Čang Šuaj           | 86.   | 2.       |
| Ukrajina      | Iryna Burjačoková  | Gruzie    | Oxana Kalašnikovová | 125.  | 3.       |
| Tchaj-wan     | Čan Jung-žan       | Slovensko | Janette Husárová    | 139.  | 4.       |

- 1) Žebříček WTA k 30. prosinci 2013; číslo je součtem umístění obou členek páru.

### Jiné formy účasti
Následující páry obdržely divokou kartu do hlavní soutěže:
- Kimberly Birrellová /  Olivia Tjandramuliová
- Olivia Rogowská /  Storm Sandersová

## Přehled finále

### Ženská dvouhra
- Garbiñe Muguruzaová vs.  Klára Zakopalová, 6–4, 6–0

### Ženská čtyřhra
- Monica Niculescuová /  Klára Zakopalová vs.  Lisa Raymondová /  Čang Šuaj, 6–2, 6–7(5–7), [10–8]